# 東村 (群馬県勢多郡)
東村（あずまむら）は、群馬県の東部、勢多郡にかつて存在していた村。
2006年3月27日に、新田郡笠懸町、山田郡大間々町と合併し、みどり市になったため廃止された。

## 地理
周囲を山に囲まれ、谷間の川沿いに集落が発達する。渡良瀬川に沿って国道122号とわたらせ渓谷鐵道が敷かれ、また、村域のほぼ中央部には草木ダムで堰き止められた渡良瀬川が草木湖を形成する。
主要な集落は、南部の花輪（はなわ）、中部の神戸（ごうど）、北部の沢入（そうり）の3つであり、村役場は花輪地区に、村立の小・中学校は神戸地区に、それぞれ置かれている。また、星野富弘の作品を常設展示した村立富弘美術館（現:みどり市立富弘美術館）が草木湖西岸にある。東部の小夜戸（さやど）地区は小正月や花見の催事（「#祭事・催事」を参照）が行われる。NTTドコモワイドスターの衛星通信所が同地区に置かれている。

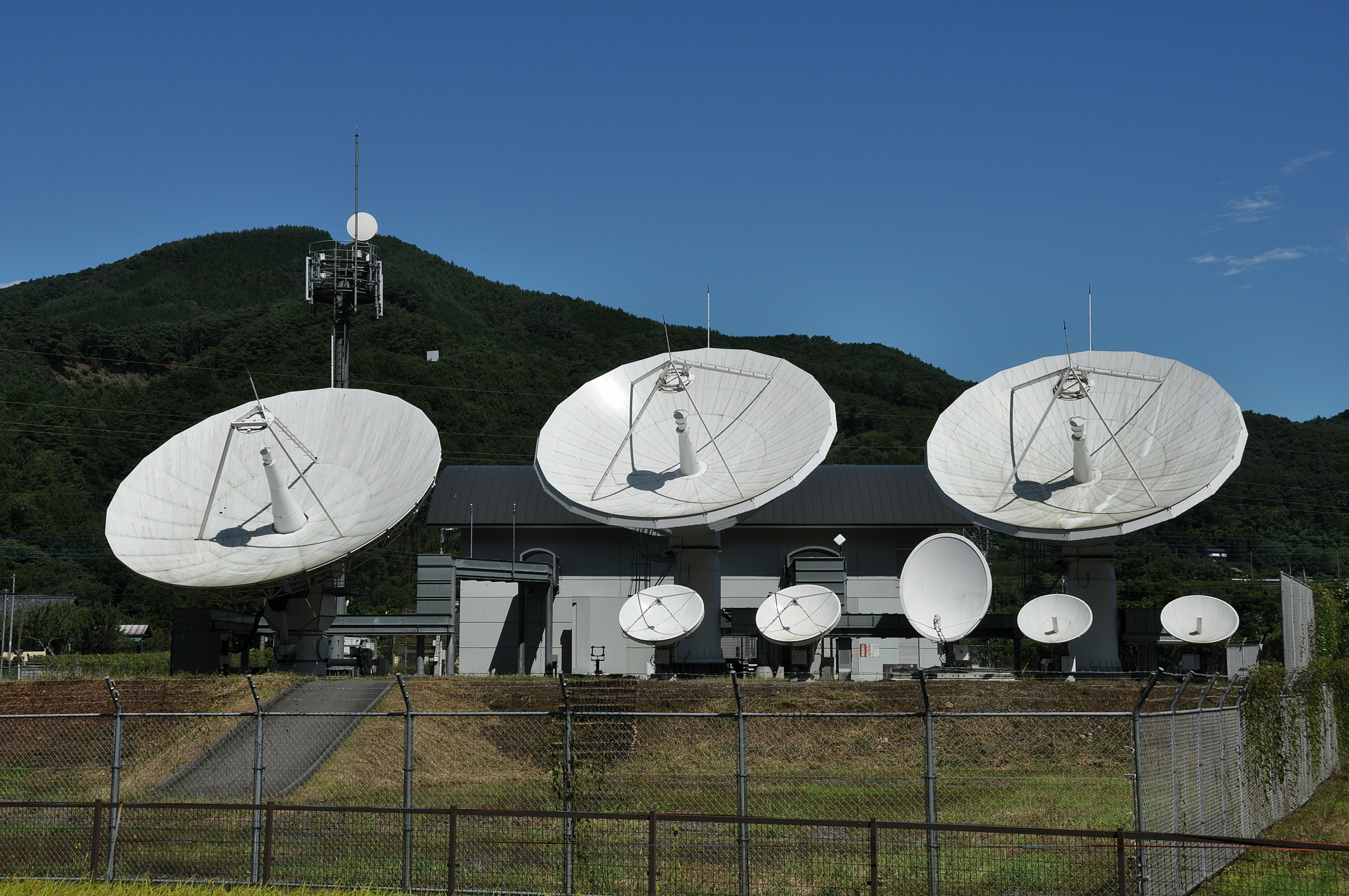
小夜戸衛星通信所

### 隣接している自治体
- 群馬県：桐生市、沼田市、山田郡大間々町
- 栃木県：佐野市、鹿沼市、日光市

## 歴史

### 沿革
- 1889年（明治22年）4月1日 - 町村制施行に伴い、南勢多郡において花輪村・荻原村・小夜戸村・小中村・神戸村・座間村・草木村・沢入村が合併し東村が誕生。役場は大字花輪村[1]字中野の普門寺。
- 1891年（明治24年） - 村役場を大字花輪村字東瀬の前原半平宅へ移転。
- 1894年（明治27年） - 村役場を大字花輪村字平沢の星野円二郎宅へ移転。
- 1896年（明治29年）4月1日 - 東群馬郡と南勢多郡が合併し、勢多郡が発足。
- 1900年（明治33年） - 村役場を大字花輪村字平沢の栗原猪之太宅へ移転。
- 1945年（昭和20年） - 村役場を大字花輪の石原初宅に移転。
- 1948年（昭和23年） - アイオン台風に伴う洪水により村役場流出。花輪の祥禅寺を仮役場とする。
- 1951年（昭和26年） - 現在のみどり市東支所の場所に村役場を新築移転。
- 1986年（昭和61年）5月 - 旧村役場庁舎を取り壊し新庁舎を建築。総工費4億7460万円。
- 2006年（平成18年）3月27日 - 新田郡笠懸町、山田郡大間々町と合併しみどり市となる。村役場庁舎はみどり市東支所となる。

## 行政
歴代村長
| 氏名         | 就任             | 退任             | 備考 |
| ------------ | ---------------- | ---------------- | ---- |
| 松島友太郎   | 明治22年6月5日   | 明治24年5月2日   |      |
| 糸井泉吉     | 明治24年5月14日  | 明治26年12月12日 |      |
| 神山雄一郎   | 明治27年1月31日  | 明治30年7月15日  |      |
| 高瀬政治郎   | 明治30年10月25日 | 明治34年5月25日  |      |
| 松島友太郎   | 明治34年6月12日  | 明治35年4月19日  |      |
| 高草木紋重郎 | 明治35年12月26日 | 明治35年12月31日 |      |
| 松島友太郎   | 明治36年3月21日  | 明治40年3月20日  |      |
| （四選）     | 明治40年3月26日  | 明治44年3月25日  |      |
| 松島寅吉     | 明治45年4月11日  | 大正3年8月24日   |      |
| 藤井孝太郎   | 大正4年3月15日   | 大正4年4月15日   |      |
| 高橋徳三郎   | 大正4年5月15日   | 大正5年3月15日   |      |
| 高瀬金三郎   | 大正5年3月27日   | 大正9年3月26日   |      |
| 前原忠義     | 大正9年3月27日   | 大正13年3月26日  |      |
| 亀井久五郎   | 大正13年5月1日   | 昭和4年4月30日   |      |
|              | 昭和4年5月1日    | 昭和7年3月25日   |      |
| 小倉留蔵     | 昭和7年3月29日   | 昭和11年3月28日  |      |
|              | 昭和11年3月29日  | 昭和15年3月28日  |      |
| 斉藤泰作     | 昭和15年8月25日  | 昭和19年8月24日  |      |
| 藤井一郎     | 昭和19年9月3日   | 昭和21年4月27日  |      |
| 坂本正雄     | 昭和21年9月30日  | 昭和22年4月4日   |      |
|              | 昭和22年4月5日   | 昭和26年4月4日   |      |
|              | 昭和26年4月30日  | 昭和30年4月30日  |      |
| 藤井一郎     | 昭和30年5月1日   | 昭和34年4月30日  |      |
|              | 昭和34年5月1日   | 昭和38年4月30日  |      |
|              | 昭和38年5月1日   | 昭和42年4月30日  |      |
|              | 昭和42年5月1日   | 昭和45年7月24日  |      |
| 小林嘉雄     | 昭和45年8月30日  | 昭和49年8月29日  |      |
| 尾池善衛門   | 昭和49年8月30日  | 昭和53年8月29日  |      |
|              | 昭和53年8月30日  | 昭和57年8月29日  |      |
|              | 昭和57年8月30日  | 昭和61年8月29日  |      |
|              | 昭和61年8月30日  | 平成3年8月29日   |      |
| 小林宗平     | 平成3年8月30日   | 平成6年8月29日   |      |
|              | 平成6年8月30日   |                  |      |

## 教育
- 小学校
  - 村立あずま小学校 - 2001年（平成13年）花輪小学校（明治6年開校）、杲（ひので）小学校、沢入小学校が統合される形で開校。
- 中学校
  - 村立東中学校 - 1967年（昭和42年） - 沢入中学校を統合。

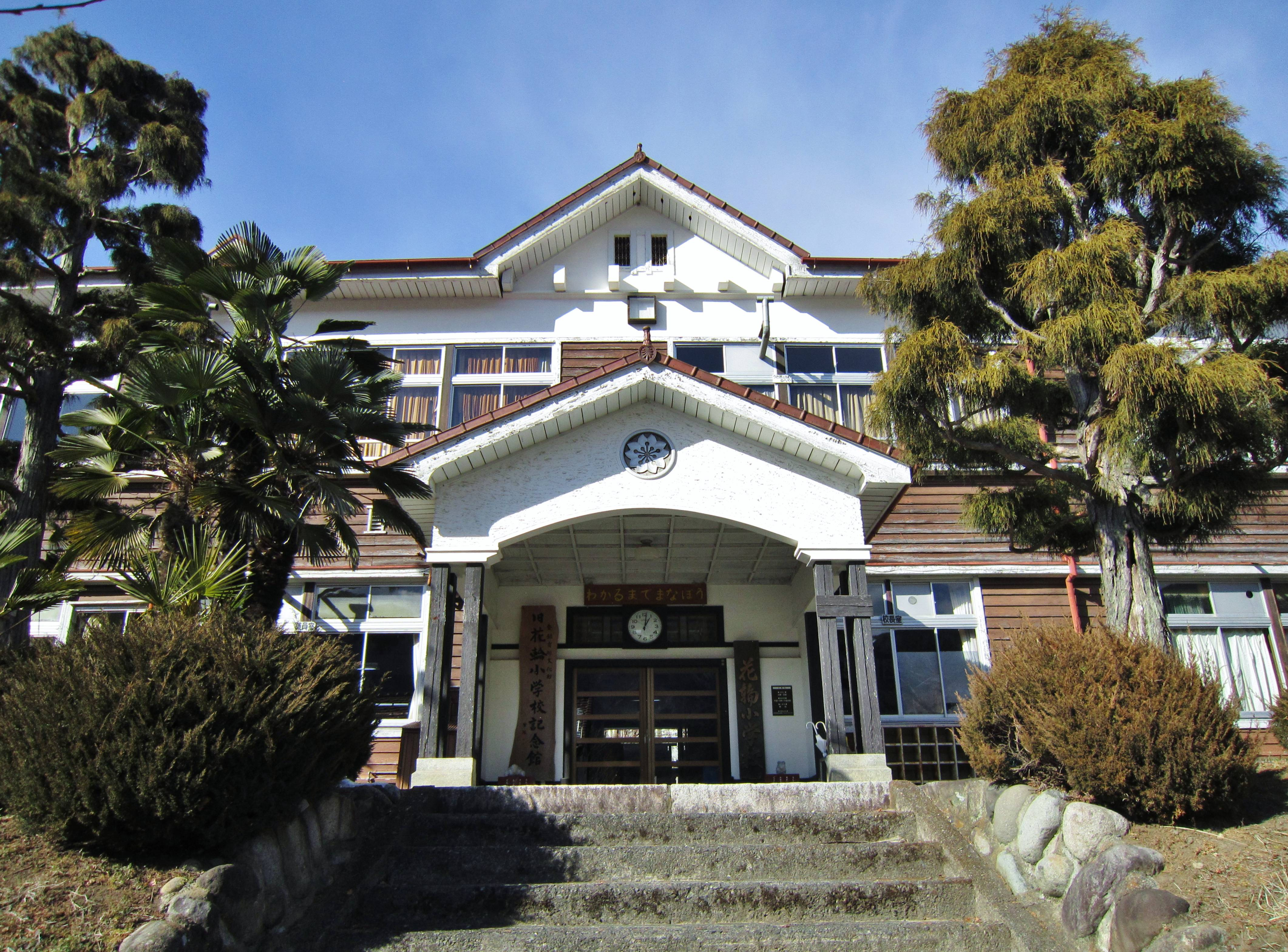
旧花輪小学校
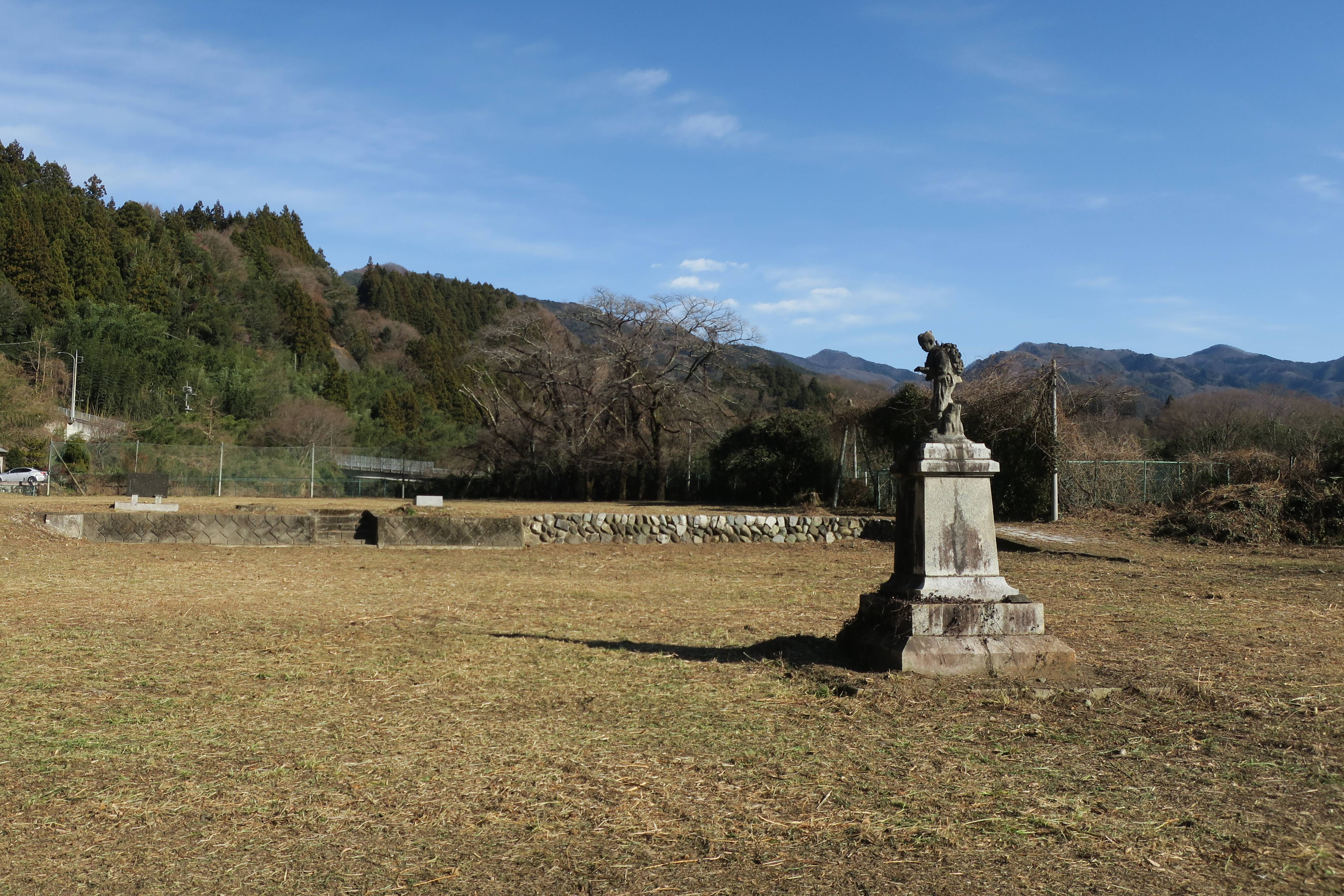
旧杲小学校跡

## 交通

### 鉄道
- わたらせ渓谷鐵道
  - ■わたらせ渓谷線：花輪駅 - 中野駅 - 小中駅 - 神戸駅 - 沢入駅

### 主な道路
- 国道122号、群馬県道268号船笹神戸停車場線、群馬県道343号沢入桐生線

## 祭事・催事
小夜戸小正月飾り
小夜戸地区の小正月行事で、2005年よりみどり市の重要無形民俗文化財に指定されている。削り花や打ち出の小槌などの縁起物を飾り付け、五穀豊穣や子孫繁栄を祈願する。
小夜戸・大畑花桃街道
小夜戸・大畑の両地区を通る「村道大畑下小夜戸線」「村道花輪三区小夜戸大畑線」の沿道約2kmにわたって、しだれ桃（花桃の一種）が植樹され、同樹が開花する4月上旬から中旬にかけてメイン会場に出店が設営されたり、花樹にライトアップが施される。

## 名所・旧跡
- 草木ダム
- サンレイク草木
- みどり市立富弘美術館
- 旧花輪小学校記念館
- 袈裟丸山
- 小中大滝
- 塔ノ沢の石造釈迦涅槃像

## 主な出身者
- 星野富弘（詩人・画家）
- 今泉嘉一郎（日本鋼管創設者）
- 石原和三郎（作詞家、童謡「うさぎとかめ」作詞者）
- 高瀬正仁（数学者）
- おーはしるい（漫画家）